# Capitophorus jopepperi
Capitophorus jopepperi är en insektsart som beskrevs av Corpuz-raros och Cook 1974. Capitophorus jopepperi ingår i släktet Capitophorus och familjen långrörsbladlöss. Inga underarter finns listade i Catalogue of Life.